# Gaston Boucart
Gaston Hippolyte Ambroise Boucart, né à Angoulême le 7 décembre 1878 où il est mort le 18 janvier 1962, est un peintre et graveur français.

## Biographie
Élève de Gustave Moreau, Fernand Cormon et Paul Gervais, il expose au Salon des artistes français et devient sociétaire à la Fédération française des artistes (1927 et 1929). 
Officier de l'Instruction publique, Croix de guerre, ses œuvres ont été acquises par l’État, par le Conseil général de la Seine et par la Ville de Paris. Certaines sont conservées dans les musées de Rochefort-sur-Mer, Niort, Angoulême et en Amérique du Nord. 